# قريه الظاهرة (الطفة)
قريه الظاهرة هي إحدى قرى عزلة ال هياش بمديرية الطفة التابعة لمحافظة البيضاء، بلغ تعداد سكانها 1100 نسمة حسب تعداد اليمن لعام 2004.